# Vasile Gherasim
Vasile Gherasim (27 de janeiro de 1950 - 7 de novembro de 2020) foi um político romeno que serviu como deputado. Ele morreu no dia 7 de novembro de 2020 devido ao COVID-19 em Bucareste durante a pandemia de COVID-19 na Roménia.